# Нидерщетен
Нидерщетен (на немски: Niederstetten) е град в Хоенлое в район Майн-Таубер в Баден-Вюртемберг, Германия с 4820 жители (към 31 декември 2016).
Нидерщетен е споменат за пръв път в документ през 780 г. През 1367 г. император Карл IV дава на селището права на град.
- Нидерщетен
- Замъкът Халтенбергщетен
- Центърът на града
- Нидерщетен в район Майн-Таубер